# TAR-Syndrom
Das TAR-Syndrom (nach engl. Thrombocytopenia-Absent Radius Syndrome), auch Radiusaplasie-Thrombozytopenie-Syndrom oder Thrombozytopenie-Radiusaplasie-Syndrom, ist ein erbliches Fehlbildungssyndrom mit typischerweise beidseits fehlender Speiche (Radius) (Radiusaplasie) bei vorhandenem Daumen und zusätzlichem Mangel an Blutplättchen (Angeborene Thrombozytopenie).
Ein Patient mit TAR-Syndrom wurde 1929 erstmals von den US-Amerikanern H. M. Greenwald und J. Sherman beschrieben. Hall fasste 1969 insgesamt 40 Fälle unter dem Namen "Thrombocytopenia with absent Radius" zusammen und prägte damit den Begriff des TAR-Syndroms. 1988 veröffentlichte Hedberg die bislang größte Fallsammlung mit insgesamt 100 beschriebenen Patienten, die vom TAR-Syndrom betroffen sind.

## Genetik
Im Jahr 2007 wurde eine Mikrodeletion auf Chromosom 1 Genlocus q21.1 (1q21.1-Deletionssyndrom) als notwendige, aber nicht hinreichende genetische Veränderung beschrieben. Die Mikrodeletion konnte bei den betroffenen Patienten und in 75 % der Fälle ebenfalls bei einem Elternteil nachgewiesen werden. In einem Viertel der Fälle entstand die Mikrodeletion neu, eine sogenannte de-novo-Vererbung. Fünf Jahre später konnte an einer Kohorte von 53 Patienten gezeigt werden, dass die zweite notwendige Bedingung ein sogenannter Einzelnukleotid-Polymorphismus (engl. single nucleotide polymorphism, kurz: SNP) im Gen RBM8A ist. Bei 41 Patienten ist dieser SNP im 5'UTR-Bereich gelegen, bei den anderen 12 Patienten liegt der SNP im ersten Intron des Genes. Wie diese genetischen Veränderungen mit der Entwicklung eines TAR-Syndromes zusammenhängen ist bislang nicht geklärt. In der Literatur sind zudem drei Fälle beschrieben, in denen es nicht gelungen ist, einen der beiden SNPs nachzuweisen.
Das Gen RBM8A kodiert für das Protein Y14. Dieses ist Teil des exon-junction-complexes, welcher eine Rolle beim Spleißen, genauer im nonsense-mediated mRNA decay spielt.
Kann bei einem Elternteil die Mikrodeletion und bei dem anderen einer der beiden SNPs nachgewiesen werden, so liegt die Wahrscheinlichkeit dafür, dass ein gemeinsames Kind vom TAR-Syndrom betroffen ist bei 25 %, vergleichbar zu einem rezessiven Erbgang.

## Epidemiologie
In der Literatur gibt es zahlreiche Einzellfallbeschreibungen und Fallsammlungen mit bis zu 100 Patienten (siehe oben), sodass über 300 Fälle in der Literatur beschreiben sein dürften. Es wird geschätzt, dass circa 0,5-1 TAR-Fall auf 100.000 Lebendgeburten kommt. Über alle Studien hinweg zeigt sich stets, dass mehr Frauen vom TAR-Syndrom betroffen sind als Männer.

## Symptomatik
Immer liegen folgende Veränderungen vor:
- Thrombozytopenie (Mangel an Blutplättchen) und somit eine erhöhte Blutungsneigung. Die Thrombozytopenie ist besonders in den ersten Lebensjahren ausgeprägt. Patienten, die den SNP im 5'UTR des Genes RBM8A tragen, sind von ausgeprägteren und langwierigen Thrombopenien im Vergleich zu Patienten mit SNP im ersten Intron betroffen.[8] Bis zum Erwachsenenalter bildet sich die Thrombopenie in vielen Fällen zurück. Die Ausprägung der Blutungsneigung ist unterschiedlich. Es kann zu lebensbedrohlichen Blutungen (z. B. intrakranielle Blutungen) kommen.
- Beidseitiges (bilaterales) Fehlen der Speiche (Radiusaplasie), während der Daumen immer vorhanden ist und eine normale Funktion aufweist. Dadurch Abweichung der Hand nach radial (daumenwärts) mit Klumphand-Fehlstellung. Hierdurch ist auch die Elle (Ulna) immer verkürzt und verbogen, in etwa 20 % fehlt sie ebenfalls. Auch der Oberarmknochen (Humerus) ist meist verkürzt und dysplastisch (fehlgebildet). Ellenbogen-, Schulter- und Handgelenk sind in der Bewegung eingeschränkt.

Weitere Veränderungen bestehen ebenfalls häufig:
- Leukämie-ähnliche Veränderungen, mit massiver Erhöhung der weißen Blutkörperchen (Leukozyten). Dies tritt insbesondere unmittelbar nach der Geburt auf. Es entsteht jedoch keine Leukämie, es bedarf keiner Behandlung. Die Anzahl der Leukozyten normalisiert sich innerhalb der ersten Lebenswochen.[8]
- Anämien. Vergleichbar zu der Thrombopenie ist auch die Anämie oftmals bei Patienten mit SNP im 5'UTR stärker ausgeprägt.[8] Unklar ist hier, ob es sich eher um eine Folge von vermehrten Blutungen und damit einem Verlust handelt oder ob eine Bildungsstörung zu Grunde liegt.
- Häufig Kuhmilchallergie oder Intoleranz, hierdurch bedingt häufig Durchfall (Diarrhoe) und Zunahme der Thrombozytopenie und Leukozytose, oft auch mit Eosinophilie. Die Symptomatik bessert sich ebenfalls im Laufe der Entwicklung und besteht bei Erwachsenen kaum noch.
- Bei bis 50 % begleitende Dysplasien an den unteren Extremitäten, vor allem Hüftdysplasie, Coxa valga, Kniegelenkssubluxation, Patelladysplasie mit Luxation, Knie-Einsteifung und Fuß- und Zehenfehlstellungen.
- Meist Kleinwuchs
- Bei etwa einem Drittel Herzfehler, vor allem Fallot-Tetralogie und Vorhofseptumdefekt
- Am Auge gelegentlich Ptosis. Auch ein Glaukom wird beschrieben, dies ist aber möglicherweise Ursache intraokulärer Blutungen.

## Differentialdiagnose
Besonders in den ersten Lebensmonaten mit der Blutungsneigung und Thrombozytopenie ist eine Fanconi-Anämie zu unterscheiden, ansonsten bestehen Ähnlichkeiten mit dem Holt-Oram-Syndrom und dem Roberts-Syndrom. Das Tetraphokomelie-Thrombozytopenie-Syndrom muss als Teil des TAR-Syndroms, nicht als eigenständiges Syndrom betrachtet werden.
Beim TAR-Syndrom liegt per se keine motorische Entwicklungsstörung oder neurologische Einschränkung vor. Der Laufbeginn ist meist allenfalls durch die fehlende Abstützfähigkeit eingeschränkt. Die mentale Entwicklung ist an sich unauffällig, Retardierungen sind wohl immer eine Folge intrakranieller Blutungen in den ersten Lebensmonaten.

## Therapie
Zur Behandlung des TAR-Syndromes stehen lediglich symptomatische Therapien zur Verfügung. Stark ausgeprägte Thrombopenien und Anämien können mittels Bluttransfusionen behandelt werden. Insbesondere die Transfusion von Thrombozyten ist bei akuten Blutungsereignissen angezeigt.
Eine operative Versorgung der Fehlbildungen, insbesondere der oberen Extremität ist abhängig vom Grad der Fehlbildung.